# Slanga
Se hävert för betydelsen att flytta vätska mellan kärl.

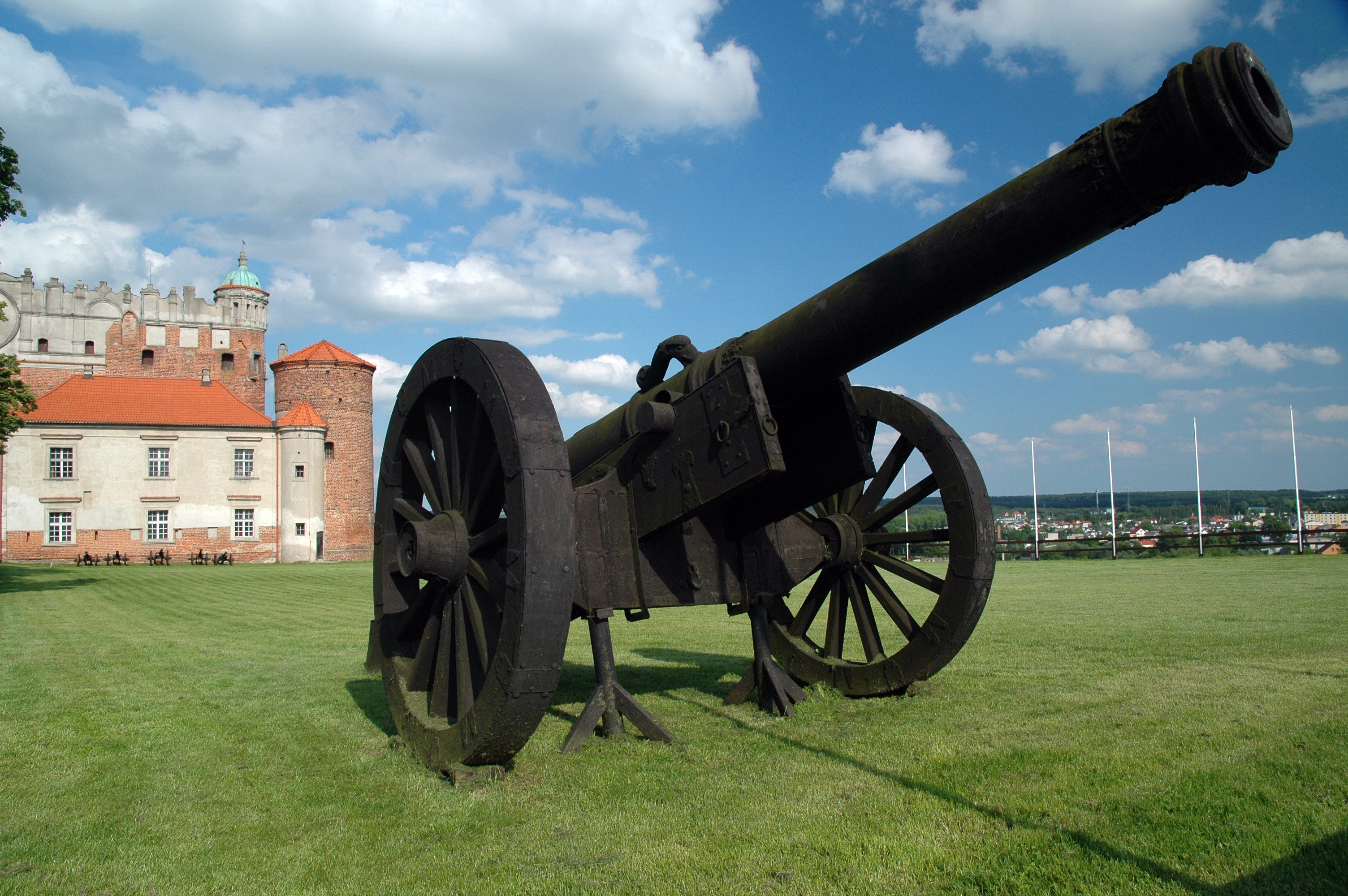
Slanga vid Golubslottet

En slanga (av tyskans schlange, orm) är en kanon av betydlig längd i förhållande till kalibern. Slangor förekom redan under 1400-talet.
Slangorna, som hade en längd motsvarande 30–50 x kalibern, indelades i hela, halva och korta slangor. De lättare, vanligen sexpundiga eller trepundiga, kallades fältslangor och var avsedda för fältartilleriet. Benämningen användes ännu på 1700-talet och försvann först 1766 i Sverige. I Armémuseum i Stockholm finns två danska metallslangor, gjutna 1542 och 1543, samt en synnerligen konstnärligt arbetad polsk slanga, gjuten 1602. Det minsta slaget benämndes handfältslangor eller handrör. De laddades med järnladdstock och sköt kulor av bly. Deras vikt var endast 4–5 kg.